# Мазымчай
Мазымчай (азерб. Mazımçay) — река на границе Азербайджана и Грузии, левый приток Алазани (Ганых). Длина реки — 39 км, площадь бассейна 253 км². Река берёт своё начало в Балакенском районе, на склоне горы Мхол-Россо, на высоте около 2300 м. Река питается снеговыми, дождевыми и подземными водами. Вода Мазымчая используется для орошения, на реке построена ГЭС.

## Топонимика
В старинных грузинских источниках река называется Мацис-цхали, удины называют её Мацихе (от уд. «маци» — белая, «хе» — река). Название Мазым возникло как вариант произношения гидронима азербайджанцами.